# Paulo Jamelli
Paulo Jamelli (sinh ngày 22 tháng 7 năm 1974) là một cầu thủ bóng đá người Brasil.

## Đội tuyển bóng đá quốc gia Brasil
Paulo Jamelli thi đấu cho đội tuyển bóng đá quốc gia Brasil từ năm 1996.

## Thống kê sự nghiệp
| Đội tuyển bóng đá Brasil | Đội tuyển bóng đá Brasil | Đội tuyển bóng đá Brasil |
| Năm                      | Trận                     | Bàn                      |
| ------------------------ | ------------------------ | ------------------------ |
| 1996                     | 5                        | 2                        |
| Tổng cộng                | 5                        | 2                        |